# Синт-Одилиенберг
Синт-Одилиенберг (нидерл. Sint Odiliënberg) — небольшая пригородная деревня у Рурмонда (центральный Лимбург, Нидерланды), расположенная к востоку от реки Маас, на реке Рур. Как одна из шести деревень входит в общину Рурдален.

## Географическое положение

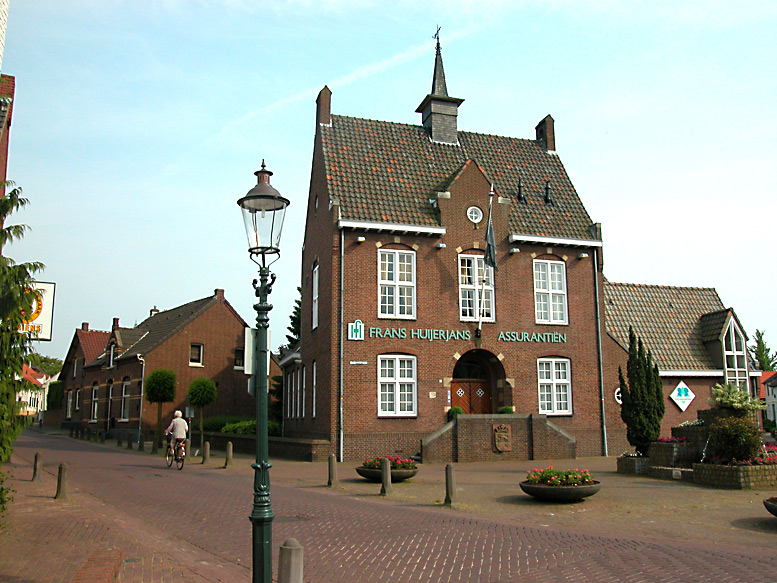
Центр Синт-Одилиенберга

Синт-Одилиенберг расположен юго-восточнее Рурмонда в долине реки Рур. Древний центр поселка находится на небольшом холмообразном останце первой надпойменной террасы реки Маас и никогда не заливается в половодья.
Через населенный пункт проходит автодорога номер 293 из рурмонда в немецкий Хайнсберг. А из центра поселка начинается дорога номер 571 (местного значения) в направлении Монтфорта (Montfort) и далее Эхта (Echt).

## История
Известна с 706 года, когда святые миссионеры из Англии Виро, Плехельм и Отгер начали здесь строительство монастыря, ставшего в дальнейшем важным пунктом в христианизации Нидерландов. Первым строением стала приходская церковь, представляющая сейчас часовенку, перестроенную в X веке и сохранившуюся с тех пор. С XI века стоит и собственно монастырская церковь, многократно перестраивавшаяся и реставрировавшаяся.
Во время нашествия викингов Утрехтское духовенство нашло здесь убежище. Первоначально в Синт-Одилиенберге находился и светский центр региона, перенесенный в Рурмонд в XIV веке.

## Административное устройство

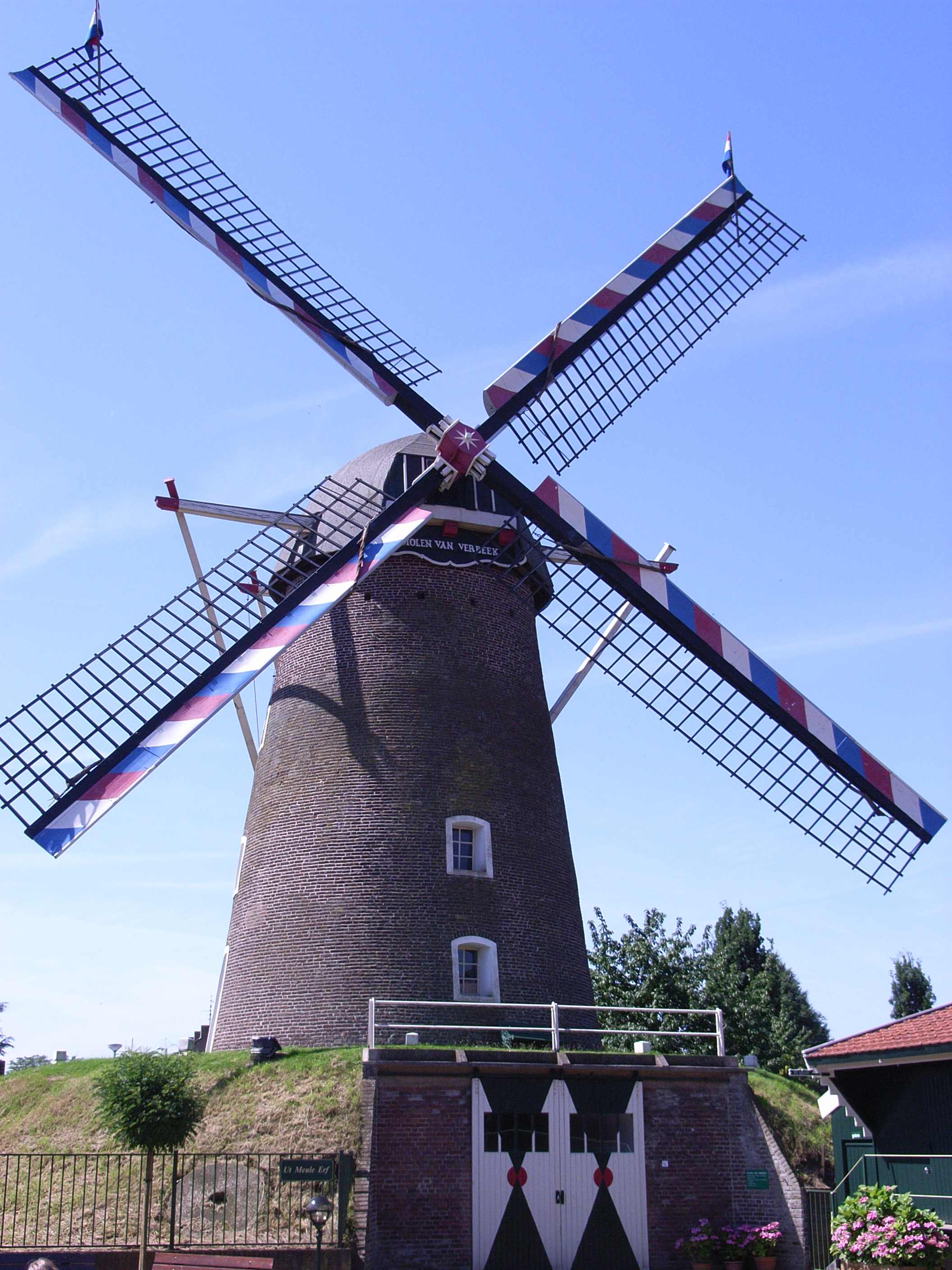
Ветряная мельница Вербек

До 1 января 1991 года деревня Синт-Одилиенберг представляла собой отдельную административную единицу (общину). После проведения коммунальной реорганизации возникла новая, большая по площади и численности населения община с названием Амбт Монтфорт, куда вместе с Синт-Одилиенбергом вошли населенные пункты Монтфорт и Постерхолт.
В 2007 году последовало новое укрупнение и Синт-Одилиенберг вошёл в общину Рурдален. Сейчас в неё входит шесть крупных сельских населенных пунктов и еще восемь мелких и отдельные усадьбы. 

## Население
Собственно в Синт-Одилиенберге, по данным на 1 января 2006 года, проживает 3576 человек. Жители Синт-Одилиенберга называют себя “бергенаренами”.

## Туристские возможности
Синт-Одилиенберг является важным туристским центром Нидерландов. Через него проходит транснациональная пешеходная тропа, называемая Питерпад (Pieterpad). Еще одна достопримечательность - ветряная мельница Вербек (Verbeek).

## Замечательные люди
В Синт-Одилиенберге в 1955 году родилась популярная писательница Конни Палмен, чьи произведения издаются во всем мире, в том числе и в России.